# Ruth Orkin
Ruth Orkin, född 3 september 1921 i Boston, död 16 januari 1985 i New York, var en amerikansk fotograf och filmskapare. Hon studerade fotojournalistik vid Los Angeles City College, och arbetade framgångsrikt som frilansfotograf, med uppdrag för bland annat Life, Look och Ladies' Home Journal. Orkin gifte sig med fotografen och filmskaparen Morris Engel, och paret arbetade tillsammans på flera filmer. Under 1970-talet undervisade Orkin fotografi vid School of Visual Arts och International Center of Photography. Ett av hennes mest kända verk är fotografiet American Girl in Italy från 1951.

## Böcker
- A World Through My Window, Harper and Row, 1978
- A Photo Journal, The Viking Press, 1981
- More Pictures from My Window, Rizzoli, 1983

## Filmer
- The Little Fugitive, 1953
- Lovers and Lollipops, 1955